# بوب بيج
بوب بيج (بالإنجليزية: Bob Page)‏ هو عازف بيانو وكاتب أغاني أمريكي، ولد في 14 أغسطس 1953.

## وصلات خارجية
- بوب بيج على موقع ميوزك برينز (الإنجليزية)